# 997
| Calendário gregoriano                                                        | 997 CMXCVII                                            |
| Ab urbe condita                                                              | 1750                                                   |
| Calendário arménio                                                           | 446 – 447                                              |
| Calendário bahá'í                                                            | -847 – -846                                            |
| Calendário budista                                                           | 1541                                                   |
| Calendário chinês                                                            | 3693 – 3694 Início a 11 de fevereiro (aproximadamente) |
| Calendário copta                                                             | 713 – 714                                              |
| Calendário etíope                                                            | 989 – 990                                              |
| Calendários hindus - Vikram Samvat - Calendário nacional indiano - Cáli Iuga | 1052 – 1053 918 – 919 4097 – 4098                      |
| Calendário Holoceno                                                          | 10997                                                  |
| Calendário islâmico                                                          | 387 – 388                                              |
| Calendário judaico                                                           | 4757 – 4758                                            |
| Calendário persa                                                             | 375 – 376                                              |
| Calendário rúnico                                                            | 1247                                                   |
| Calendário solar tailandês                                                   | 1540                                                   |

997 (CMXCVII, na numeração romana) foi um ano comum do século X do Calendário Juliano, da Era de Cristo, teve início a uma sexta-feira e terminou também a uma sexta-feira, a sua letra dominical foi C (52 semanas).
No território que viria a ser o reino de Portugal estava em vigor a Era de César que já contava 1035 anos.
| Ano completo                       |
| ---------------------------------- |
| Ano comum com início à sexta-feira |

## Eventos
- As campanhas de Almançor resultam na conquista de Santiago de Compostela.

## Mortes
- Gonçalo Mendes (n 925) foi conde do Condado Portucalense.